# Ruines de Jiaohe
Les ruines de la citadelle de Jiaohe (chinois simplifié : 交河故城 ; pinyin : jiāohé gùchéng ; ouïghour : يارغول قەدىمكى شەھىرى, translit. Yarghol Qedimki Shehiri) sont un site archéologique situé dans la région autonome du Xinjiang en Chine.
C'est une ancienne citadelle, protégeant la région à l'époque des Tang (du VIIe au Xe siècle). Elle fut peu à peu abandonnée après la dynastie Yuan vers le XIVe siècle. 
Construite en pisé, elle est aujourd'hui très endommagée ; elle comptait parmi ses principaux monuments plusieurs monastères bouddhistes, une pagode, un groupe de 101 stupas, etc.

## Protection patrimoniale
Elles sont inscrite en 1961 sur la première liste des Sites historiques et culturels majeurs protégés au niveau national du Xinjiang sous le numéro de catalogue 1-155.
Ces ruines sont également inscrites en 2014 au patrimoine mondiale de l'UNESCO dans l'ensemble 1442-006 concernant les «  
Routes de la soie : le réseau de routes du corridor de Chang'an-Tian-shan »